# Tania Llasera
Tania Llasera Alberdi (Bilbao, 21 de julio de 1979) es una comunicadora, presentadora de televisión y colaboradora de televisión española. Comenzó su carrera televisiva como colaboradora en el programa de televisión, El intermedio, en 2010, es contratada por el canal de televisión Telecinco donde desarrollará su carrera profesional, como presentadora y copresentadora de numerosos programas de televisión como: Mira quién mira (2010), Fama, ¡a bailar! (2011) en Cuatro; o  La Voz (2012-2017) y La Voz Kids (2014-2018).

## Biografía
Nació y creció en Bilbao, en España, de madre británica (abuelo materno vasco y abuela inglesa) y de padre vasco. Fue a un colegio americano y después de aprobar COU y hacer la selectividad decidió irse a Gran Bretaña. Allí estudió Dirección y Producción de Documentales Antropológicos y también dos cursos de iniciación en Bellas Artes y Medios de la información.
Tania también trabajó en distintas productoras y producciones inglesas durante y después de hacer la carrera: Shine productions, The Farm, October Films, etc. Además, trabajó para distintos canales ingleses: BBC, Channel 4, Channel 5 y Meridian TV entre otros. En 2005 decidió volver a España e instalarse en Madrid, trabajando en Europroducciones TV.
En 2007 Llasera comenzó su carrera delante de las cámaras en un nuevo canal de música Fly Music desde 2007 hasta 2009. Solapó su trabajo como reportera en el programa No disparen al pianista de La 2 de TVE, entrevistando así a diversos grupos musicales. Tania cubrió el festival de música Rock in Rio 2009 como reportera de la carpa VIP.
Tania Llasera trabajó para el canal Cuatro en Estas no son las noticias como reportera y en la serie HKM. En 2009 fichó por La Sexta como colaboradora de El intermedio.
En 2010 fichó por Telecinco para presentar Mira quien mira, un late-show que se emitió tras Más que baile dedicado a la información del concurso. En mayo de 2010 comienza su andadura como presentadora del exitoso espacio Resistiré, ¿vale?.
En 2011, tras la fusión de Gestevisión Telecinco y Sogecuatro y el surgimiento de Mediaset España, Tania es elegida para presentar la 5.ª edición de Fama ¡a bailar! en Cuatro. Tras el final de la 5.ª edición de Fama ¡a bailar! Tania Llasera copresentó Vuélveme Loca en Telecinco junto con Jaime Bores hasta enero de 2012, cuando el programa fue retirado.
Al ser bilingüe naturalmente (español e inglés), hace uso de sus idiomas y presenta eventos y premières con talentos extranjeros. Para Sony Pictures, por ejemplo, ha presentado premières de películas como En el punto de mira, Bridesmaids o Asesinato justo.
En octubre de 2011, presentó e interpretó las palabras de Coldplay en la rueda de prensa de presentación de su nuevo disco Mylo Xyloto en Madrid. Llasera presentó también los premios Fun & Fearless Female de Cosmopolitan. Fue portada de la revista Primera Línea en su número de septiembre de 2012.
Con la llegada de La voz en septiembre de 2012 a Telecinco, fue la encargada de la sección para intercomunicar el programa con las redes sociales y los concursantes a través de  que se emitía en el late-night de Telecinco tras la gala de La voz.
El 24 de enero de 2013, Tanía Llasera presentó la gala de los premios 40 Principales en el canal femenino de Mediaset España, Divinity. El 13 de marzo de 2013, Tania Llasera volvió a presentar la gala de los premios Cadena Dial como ya hizo con la de los premios 40 principales junto a su compañero Nando Escribano en el canal femenino de Mediaset España Divinity.
El 3 de mayo de 2013, Tania Llasera volvió al canal Cuatro donde ya presentó en esa misma cadena el programa Fama, ¡a bailar! en 2011, y que en 2013 presentó el programa Summer Show 2013.
Desde febrero de 2014 y hasta diciembre de 2017, Tania Llasera fue copresentadora de la versión española de La Voz Kids que emitió Telecinco en la cual ella se encarga del Backstage y darle entrevistas a los concursantes antes de salir al escenario mientras que Jesús Vázquez se encarga de presentar las galas.
En 2016 comenzó a presentar el programa en línea Dando la talla que es gerundio en Mtmad.
En 2020 presenta el programa infantil A Real Mom, para el canal Boing de Mediaset España. Igualmente, presenta el programa Adivina quién viene esta noche, en el canal Cuatro. Posteriormente, comienza a colaborar en el programa Como Sapiens, de TVE.
En septiembre de 2022 comienza a colaborar en el programa A Media Mañana, de Radio Nacional de España, junto con Samanta Villar y Carlos Santos Gurriarán.
Ha escrito tres libros: La Vida a Mordiscos, El Sexo Sentido y Mujer Tenía que Ser.

## Vida privada
Desde septiembre de 2012, la presentadora está casada con Gonzalo Villar.
El 25 de junio de 2014, se anunció que la presentadora estaba embarazada de su primer hijo, sin embargo al cabo de unas horas la propia presentadora desmintió la noticia a través de su representante.
En junio de 2015, anuncia que se encuentra esperando su primer hijo. El 12 de enero de 2016, dio a luz a su hijo mediante cesárea al que dijo que había llamado José Bowie, en honor al cantante David Bowie, pero éste es un apelativo familiar y el nombre real es simplemente José. El 5 de septiembre de 2017 nace su segundo retoño, una niña llamada Lucía, Lennox también es un nombre familiar, no real

## Trayectoria

### Películas
| Año  | Título             | Personaje    | Director    | Notas |
| ---- | ------------------ | ------------ | ----------- | ----- |
| 2011 | Amigos...          | Presentadora | Borja Manso | Cameo |
| 2013 | La batalla del año | Presentadora | Benson Lee  | Cameo |

### Series de televisión
| Año         | Título                | Personaje      | Cadena    | Notas        |
| ----------- | --------------------- | -------------- | --------- | ------------ |
| 2008 - 2009 | Hablan Kantan Mienten | Paula Castillo | Cuatro    | 36 episodios |
| 2013        | Esposados             | Tania          | Telecinco | 1 episodio   |

### Programas de televisión
| Año           | Título                         | Cadena    | Notas                       |
| ------------- | ------------------------------ | --------- | --------------------------- |
| 2005 - 2007   | Dclub                          | Fly Music | Presentadora                |
| 2007 - 2008   | No disparen al pianista        | La 2      | Reportera                   |
| 2008 - 2009   | Estas no son las noticias      | Cuatro    | Reportera                   |
| 2009 - 2010   | El intermedio                  | La Sexta  | Colaboradora y reportera    |
| 2010          | Mira quien mira                | Telecinco | Presentadora                |
| 2010 - 2011   | Resistiré, ¿vale?              | Telecinco | Presentadora                |
| 2011          | Fama, ¡a bailar!               | Cuatro    | Presentadora                |
| 2011 - 2012   | Vuélveme loca                  | Telecinco | Presentadora                |
| 2012 - 2017   | La voz                         | Telecinco | Copresentadora              |
| 2012 - 2014   | Gran Hermano: El Debate        | Telecinco | Colaboradora                |
| 2014          | ¡Ya vienen los reyes!          | Telecinco | Presentadora                |
| 2014 - 2018   | La Voz Kids                    | Telecinco | Copresentadora              |
| 2015          | Gran Hermano VIP: El Debate    | Telecinco | Colaboradora                |
| 2016 - 2020   | Dando la talla que es gerundio | Mtmad     | Presentadora                |
| 2017          | Las Campos                     | Telecinco | Colaboradora                |
| 2020          | Real Mom                       | Boing     | Presentadora                |
| 2020          | Adivina qué hago esta noche    | Cuatro    | Invitada                    |
| 2020 - 2021   | Como sapiens                   | La 1      | Copresentadora              |
| 2022          | Tu cara me suena               | Antena 3  | Invitada                    |
| 2023          | MasterChef Celebrity           | La 1      | Concursante - 6.ª expulsada |
| 2023          | Gala Inocente Inocente         | La 1      | Participante                |
| 2024-presente | D Corazón                      | La 1      | Colaboradora                |